# Gagaoezen

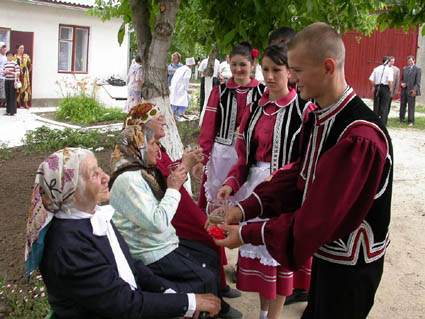
Gagaoezen in Moldavië

De Gagaoezen (Gagaoezisch: Gagauz, meerv. Gagauzlar; Russisch: гагаузы, gagauzij) vormen een Turks volk in Zuidoost-Europa, dat zich van de meeste andere Turkse volkeren onderscheidt doordat ze niet islamitisch, maar overwegend oosters-orthodox zijn. Hun taal, het Gagaoezisch, is nauw verwant met het Turks van Turkije. De Gagaoezen zijn overigens in sterke mate gerussificeerd.
Gagaoezen zijn in kleine aantallen in bijna alle Balkanlanden te vinden, maar hun zwaartepunt ligt in Moldavië en de rest in de daaraan grenzende zuidwestelijkste hoek van Oekraïne. In Moldavië genieten ze sinds eind 1994 autonomie in de regio Gagaoezië. In 1989 woonden er in de toenmalige Sovjet-Unie 173.000 Gagaoezen, waarvan 153.000 in Moldavië. De stad Comrat is de hoofdplaats van Gagaoezië.
De Gagaoezen stammen af van immigranten die vanaf 1817 van de destijds Ottomaanse (Turkse) Balkan (in het bijzonder vanuit de Dobroedzja) uitweken naar de Boedzjak, een steppegebied aan de Zwarte Zee. Boedzjak is het zuidelijkste gedeelte van Bessarabië, het gebied dat nu Moldavië heet, en in 1812 door Rusland op het Ottomaanse Rijk was veroverd. Uit de nieuw veroverde gebieden werd de islamitische Turkse en Tataarse bevolking verdreven omdat aan hun loyaliteit met de nieuwe Russische heersers werd getwijfeld. Zij trokken naar gebieden die onder Ottomaans beheer bleven. Voor hen in de plaats kwamen christelijke Turken, die op hun beurt door de Ottomaanse autoriteiten onder druk gezet werden om te vertrekken, zodat er eigenlijk van een uitwisseling sprake was.

## Gadschalen (moslim Gagauz)
De Gadschalen in het Turks (Gacallar) zijn een speciale Turkse taalsprekende groep die de moslimsubgroep van de Gagaoezen vormen. Ghadschalen, houden zich aan de islam en wonen in Turkije en Oost-Thracië  en Bulgarije  en Deliorman